# Аеротрополіс

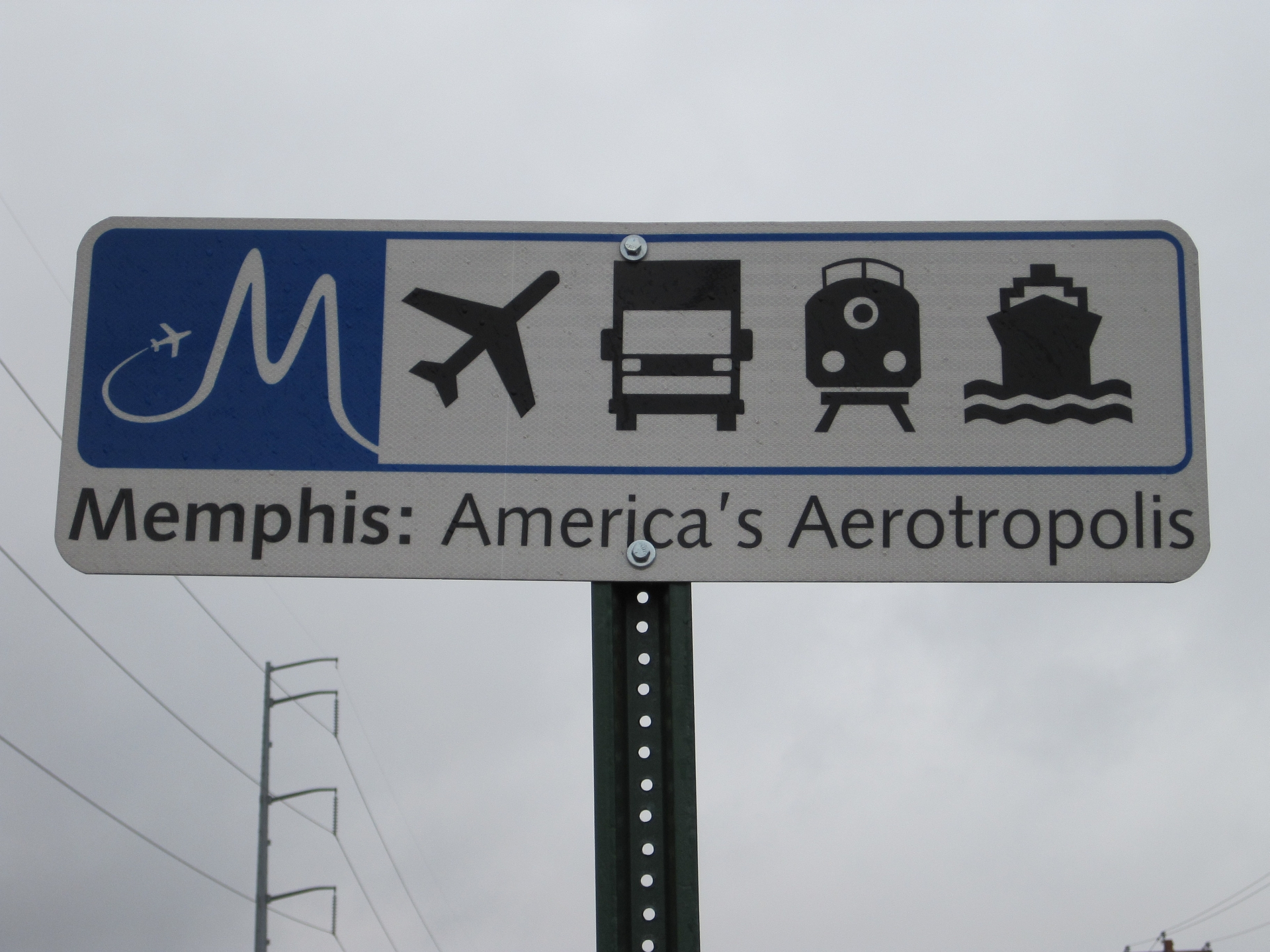
Мемфіс (Теннессі) — один із транспортних вузлів США, що використовує термін "аеротрополіс" у своєму брендуванні

Аеротрополіс (англ. aerotropolis) — концепція міста, в якому вся інфраструктура та економіка розташовується та навколо аеропорту. Такий населений пункт можна визначити як «місто-аеропорт». Аеротрополіс схожий у формі та функціонуванні на метрополіс, який складається з центрального ядра і прилеглих спальних передмість (мікрорайонів). Термін був вперше запропонований ньюйоркцем Ніколасом Десантісом у листопаді 1939 р. в журналі "Популярна Наука" (Popular Science). Термін був відроджений і ґрунтовно розширений академіком і експертом з аерокомерції доктором Джоном Касандра у 2000 р.

## Особливості
Аеропорти забезпечують зв'язок для постачальників, споживачів і підприємців з усього світу. Деякі бізнесмени більш прив'язані до далеких постчальників чи клієнтів, ніж до тих, що розташовані близько. В цьому аспекті аеропорт дозволяє нівелювати значення місця, та робить основний акцент на здатності сполучати, об'єднувати, зв'язувати, тобто на доступності. Аеротрополіс поєднує вантажні бізнес-перевезення та просто мільйони приватних мандрівників, які користуються щороку аеропортом.
В аеропорті чи навколо нього можна в загальному знайти сфери промисловості, пов'язані з терміновим виробництвом, електронною комерцією, телекомунікаціями та логістикою; також розміщуються готелі, заклади торгівлі, розважальні і виставкові комплекси, офіси для ділових людей, які часто подорожують аеротранспортом. Кластери бізнес-парків, логістичні парки, індустріальні парки, центри дистрибуції, інформаційно-технологічно комплекси і заклади оптової торгівлі також розміщуються навколо аеропорту.
Так як збільшується кількість бізнесів і провайдерів комерційних послуг навколо аеропортів, аеротрополіс стає головною точкою призначення, де місцеві жителі і подорожучі літаками можуть працювати, зустрічатися, скуплятися, обмінюватися досвідом, творити бізнес, їсти і розважатися в межах 15 хв. ходьби від самого аеропорту.

## Розвиток
Згідно з автором концепції Джоном Касарда, аеропорти перетворилися на фактори розміщення бізнесу і міського розвитку у 21 ст. так само, як це зробили автобани (highways) у 20 ст., залізниці у 19 ст. і морські порти у 18 ст. Так як економіка стає все більш глобальною і залежною від електронної комерції, аерокомерція, швидкість та спритність, яку вона забезпечує для переміщення людей і товарів стала її головною перевагою та опорою.
Деякі аеротрополіси виросли спонтанно завдяки попиту, але нестача планування і розвитку інфраструктури може створити значні ускладнення. Принципи міського планування і стійкості є визначальними у створенні успішних аеротрополісів.

## Критика
Головна критика полягає у тому, чи будуть ціни на нафту відносно невисокими і широко доступними у майбутньому, так як спад у виробництві нафти негативно вплине на аеротрополіси, адже більше половини вартості авіаперевезень становить пальне. Дехто критикує цю концепцію за перебільшення значення авіатранспортування товарів. Також зазначається, що потрібно більше і глибше вивчати взаємовплив між морськими портами, аеропортами і залізницею, а не робити ставку лише на один вид транспорту. Також ця концепція здебільшого підходить для США, в яких більшість внутрішніх та зовнішніх перевезень виконують авіатранспорт.

## Факти авіатранспорту
- Між 2010 і 2030 роками, обсяг світових пасажирських перевезень обіцяє зрости від 4.9 млрд до близько 13.3 млрд.(більше 30 млн в день)
- З 2010 по 2030 рік очікується триразове збільшення світового повітряного вантажопотоку
- Матеріально-технічне забезпечення авіації і нова економіка нерозривно пов'язані і переплітаються між собою
- Більше третини міжнародної торгівлі припадає на авіацію[7]